# Afrânio Peixoto
Júlio Afrânio Peixoto (Lençóis, 17 de diciembre de 1876 - Río de Janeiro, 12 de enero de 1947) fue un médico, político, profesor, crítico literario, ensayista, romancista e historiador brasileño. Ocupó la Silla número 7 de la Academia Brasileña de Letras, para la que fue elegido el 7 de mayo de 1910.

## Educación
Hijo de Francisco Afrânio Peixoto y Virgínia de Morales Peixoto, recibió del padre los conocimientos que obtuvo a lo largo de su vida de autodidacta. Pasó su infancia en el interior de Bahía, en la ciudad de Canavieiras (donde hay una biblioteca y calles con su nombre), viviendo situaciones y paisajes que influenciarían muchos de sus romances. Se formó en Medicina, en Salvador de Bahía, licenciándose en 1897. Su tesis inaugural, "Epilepsia y crimen", despertó gran interés en los medios científicos del país y del exterior.

## Médico, profesor y político
En 1902, se trasladó a la capital del país entonces, Río de Janeiro, donde en 1904 fue inspector de Salud Pública y Director del Hospital Nacional de Enajenados. Dirigió las aulas de medicina legal en la Facultad de Medicina de Río de Janeiro (1907) y asumió los cargos de profesor extraordinario de la Facultad de Medicina (1911); director de la Escuela Normal de Río de Janeiro (1915) y director de Instrucción Pública del Distrito Federal el año siguiente. Pasó por la política cuando fue elegido diputado federal por Bahia, (1924 a 1930). Después de esto, volvió a la actividad del magisterio siendo profesor de Historia de la Educación del Instituto de Educación de Río de Janeiro (1932). Fue rector de la Universidad del Distrito Federal en 1935, y después de 40 años de relevantes servicios, se jubiló.

## Escritor
Se inició en la literatura en 1900 con la publicación de "Rosa mística", drama en cinco actos, lujosamente impreso en Leipzig, con un color para cada acto. Entre 1904 y 1906 estuvo en varios países de Europa a fin de adquirir nuevos conocimientos. Al retornar a Brasil se olvidó de la Literatura y pensó sólo en la Medicina. En ese periodo sus obras fueron científicas, de carácter médico-legal. Su incursión en el romance fue una implicación personal a la que se vinculó tras su elección para la Academia Brasileña de Letras.
Casi como que por obligación, comenzó a escribir el romance "La esfinge", lo que hizo en tres meses antes de la toma de posesión de la Silla n.º 7 de la Academia el 14 de agosto de 1911. Egipto le inspiró el título y la trama novelesca. El romance, publicado el mismo año, obtuvo un gran éxito y colocó a su autor en un puesto destacado en la galería de los autores brasileños. Dotado de personalidad fascinante, animadora y de un excelente dominio de la oratoria, captaba la atención de las personas y auditorios gracias a su palabra inteligente y encantadora. Afrânio Peixoto obtuvo, en la época, gran aprobación de crítica y prestigio popular.
En la Academia Brasileña de Letras desempeñó diversas actividades, siendo una de sus más importantes contribuciones obtener en 1923 del embajador de Francia, Alexandre Conty, la donación por el gobierno francés del palacio Petit Trianon, construido para la Exposición de Francia en el Centenario de la Independencia de Brasil, como sede de la Academia. Como ensayista escribió importantes estudios sobre Luís de Camões, Castro Alves y Euclides da Cunha.

## Obras
- Rosa mística - drama (1900)
- Lufada sinistra - novela (1900)
- A esfinge - romance (1911)
- Maria Bonita - romance (1914)
- Minha terra e minha gente - historia (1915)
- Poeira da estrada - crítica (1918)
- Trovas brasileiras (1919)
- Parábolas (1920)
- José Bonifácio, o velho e o moço - biografía (1920)
- Fruta do mato - romance (1920)
- Castro Alves, o poeta e o poema (1922)
- Bugrinha - romance (1922)
- Ensinar e ensinar (1923)
- Dicionário dos Lusíadas - filología (1924)
- Dinamene (1925)
- Arte poética - ensayo (1925)
- As razões do coração - romance (1925)
- Camões e o Brasil - crítica (1926)
- Uma mulher como as outras - romance (1928)
- Sinhazinha (1929)
- Miçangas (1931)
- Viagem Sentimental (1931)
- História da literatura brasileira (1931)
- Castro Alves - ensayo bibliográfico (1931)
- Panorama da literatura brasileira (1940)
- Pepitas - ensayo (1942)
- Amor sagrado e amor profano (1942)
- Despedida (1942)
- Obras completas (1942)
- Indes (1944)
- É (1944)
- Breviário da Bahia (1945)
- Livro de horas (1947)